# Stazione di Pontecurone
Stazione di Pontecurone vasútállomás Olaszországban, Pontecurone településen.

## Vasútvonalak
Az állomást az alábbi vasútvonalak érintik:
- Alessandria–Piacenza-vasútvonal
- Milánó–Genova-vasútvonal

## Kapcsolódó állomások
A vasútállomáshoz az alábbi állomások vannak a legközelebb:
- Stazione di Voghera
- Stazione di Tortona